# Liste des lieux patrimoniaux d'Okanagan-Similkameen
Cet article recense les lieux patrimoniaux du district régional d'Okanagan-Similkameen inscrit au répertoire des lieux patrimoniaux du Canada, qu'ils soient de niveau provincial, fédéral ou municipal.

## Liste des lieux patrimoniaux
| [ 1 ] | Lieu patrimonial                      | Illustration    | Municipalité                                           | Adresse                     | Coordonnées      | No    | Constr. | Prot.                                 | Rec. | Notes |
| ----- | ------------------------------------- | --------------- | ------------------------------------------------------ | --------------------------- | ---------------- | ----- | ------- | ------------------------------------- | ---- | ----- |
| P     | Grist Mill at Keremeos                | Téléverser      | Keremeos                                               | Upper Bench Road            | 49.214 -119.808  | 1674  | 1877    | Provincial Heritage Site (Designated) | 1974 |       |
| F     | Sentier des esprits de la Similkameen | Téléverser      | Okanagan-Similkameen G                                 |                             | 49.4023 -120.257 | 14552 |         | LHN                                   | 2007 |       |
| P     | Manning Park Lodge                    | Téléverser      | Okanagan-Similkameen H (Parc provincial E. C. Manning) | 7500 Highway 3              | 49.0631 -120.786 | 18053 |         | Parc provincial (établissement)       | 1941 |       |
| P     | Monument 83                           | Téléverser      | Okanagan-Similkameen H (Parc provincial E. C. Manning) |                             | 49.0004 -120.646 | 18048 |         | Parc provincial (établissement)       | 1941 |       |
| P     | Staff Residence                       | Téléverser      | Okanagan-Similkameen H (Parc provincial E. C. Manning) | Highway 3                   | 49.0637 -120.785 | 18055 | 1950    | Parc provincial (établissement)       | 1941 |       |
| P     | Windy Joe Lookout                     | Téléverser      | Okanagan-Similkameen H (Parc provincial E. C. Manning) |                             | 49.0439 -120.755 | 18052 |         | Parc provincial (établissement)       | 1941 |       |
| M     | Bike Barn                             | Téléverser      | Penticton                                              | 300 Westminster Avenue West | 49.4991 -119.598 | 6782  | 1922    | Community Heritage Register           | 2006 |       |
| M     | Fairview Cemetery                     | Téléverser      | Penticton                                              | 1136 Fairview Road          | 49.4866 -119.591 | 6795  | 1892    | Community Heritage Register           | 2006 |       |
| M     | Gibson House                          | Téléverser      | Penticton                                              | 112 Eckhardt Avenue West    | 49.4924 -119.591 | 6775  | 1906    | Community Heritage Register           | 2006 |       |
| M     | Gyro Bandshell                        | Téléverser      | Penticton                                              | 24 Lakeshore Drive West     | 49.5019 -119.595 | 6798  | 1951    | Community Heritage Register           | 2006 |       |
| M     | Kettle Valley Railway Station         | Téléverser      | Penticton                                              | 216 Hastings Avenue         | 49.4845 -119.594 | 6783  | 1941    | Community Heritage Register           | 2006 |       |
| M     | Leir House                            | Téléverser      | Penticton                                              | 220 Manor Park Avenue       | 49.4844 -119.584 | 6774  | 1930    | Heritage Designation                  | 2004 |       |
| M     | Munson Mountain                       | Munson Mountain | Penticton                                              | 650 Lower Bench Road        | 49.5155 -119.574 | 6800  | 1937    | Community Heritage Register           | 2006 |       |
| M     | Munson/Cleland Property               | Téléverser      | Penticton                                              | 10 Upper Bench Road South   | 49.5032 -119.562 | 6796  | 1908    | Community Heritage Register           | 2006 |       |
| M     | Penticton High School                 | Téléverser      | Penticton                                              | 158 Main Street             | 49.4923 -119.587 | 6776  | 1912    | Community Heritage Register           | 2006 |       |
| M     | Penticton Post Office                 | Téléverser      | Penticton                                              | 301 Main Street             | 49.4987 -119.593 | 6780  | 1936    | Community Heritage Register           | 2006 |       |
| M     | Penticton Provincial Courthouse       | Téléverser      | Penticton                                              | 100 Main Street             | 49.5017 -119.593 | 6799  | 1948    | Community Heritage Register           | 2006 |       |
| M     | Riordan House                         | Téléverser      | Penticton                                              | 689 Winnipeg Street         | 49.4924 -119.593 | 6779  | 1921    | Community Heritage Register           | 2006 |       |
| P     | S.S. Naramata                         | Téléverser      | Penticton                                              | 1099 Lakeshore Drive West   | 49.5022 -119.612 | 6186  | 1914    | Provincial Heritage Site (Designated) | 1975 |       |
| M     | S.S. Sicamous                         | S.S. Sicamous   | Penticton                                              | 1075 Lakeshore Drive West   | 49.5019 -119.611 | 6777  | 1914    | Heritage Designation                  | 1989 |       |
| M     | Warren House                          | Téléverser      | Penticton                                              | 434 Lakeshore Drive West    | 49.5015 -119.6   | 6797  | 1912    | Community Heritage Register           | 2006 |       |
| M     | White Lodge                           | Téléverser      | Penticton                                              | 1425 McMillan Avenue        | 49.5126 -119.562 | 6778  | 1927    | Community Heritage Register           | 2006 |       |
| F     | Ancienne résidence du directeur       | Téléverser      | Summerland                                             |                             | 49.5655 -119.652 | 10133 | 1926    | ÉFP reconnu                           | 1990 |       |